# 아디아베네
아디아베네(고대 그리스어: Ἀδιαβηνή, 어원은 고대 시리아어: ܚܕܝܐܒ, Ḥaḏy’aḇ or Ḥḏay’aḇ에서 전래, 중세 페르시아어: Nodshēragān, Armenian: Նոր Շիրական, Nor Shirakan, 히브리어: חדייב, Hadaiav)는 상메소포타미아에 있던 파르티아 제국의 종속국 (기원전 145년–서기 224년)이며, 후에 사산 제국에 정복된다(224–379년). 아디아베네 왕국의 규모는 시간에 따라 변화하였는데, 초창기에는 자브강 사이에 있는 지역을 포함하고, 머지않아 니네베의 지배권을 얻게 되었으며, 최소 모노바조스 1세 (기원전 1세기 후반)의 통치를 시작으로 고르디에네가 아디아베네의 속령이 되었다. 이자테스 2세 때 전성기에 도달했는데, 이자테스 2세는 아르타바누스 2세(재위: 12-40년)가 파르티아의 왕위를 얻는 데 도움을 주며 그 대가로 니시비스 일대를 받아냈다. 아디아베네의 동쪽 국경은 메디아에서 인접한 자그로스산맥에서 멈추었다. 아르벨라는 아디아베네의 수도 역할을 하였다.
아디아베네의 성립은 확실치 않다. 기록상의 아디아베네 통치자의 첫 언급은 기원전 69년 때로, 이름이 알려지지 않은 아디아베네의 왕이 아르메니아의 왕 티그라네스 대왕 (재위: 기원전 95-55년)의 동맹으로 티그라노케르타 전투에 참전했다. 그렇지만, 주화는 근동 지역에서 그리스계 셀레우코스 제국의 지배가 무너진 뒤인 기원전 164년 무렵에 아디아베네의 성립을 암시하고 있다. 아디아베네는 기원전 145-141년경에 파르티아 왕 파르티아의 미트리다테스 1세(재위: 기원전 171-132년)에게 정복되었으며, 최소한 미트리다테스 2세 (재위: 기원전 124-91년) 치세부터 파르티아 영토의 주요 지역으로 역할을 했다.
아디아베네의 통치자들은 서기 1세기에 전통 신앙에서 유대교로 개종했다. 아디아베네의 헬레나 왕비[유대교 문헌에서는 ‘헬레네 왕비’를 뜻하는 ‘헬레니 하말카’(Heleni HaMalka)]는 예루살렘으로 이주하여, 성전산 남쪽인 다윗성의 북쪽 지역에 자신과 아들들인 이자테스 바르 모노바즈와 모노바즈 2세를 위한 궁전을 지었고, 로마와 유대인들의 전쟁에서 유대인들을 도왔다. 탈무드에 의하면, 헬레나와 모노바즈 모두 예루살렘 성전에 많은 금액을 기부했다고 한다. 서기 115년 이후, 아디아베네에 유대교 왕족의 흔적은 사라지고 만다.
파르티아인들이 224년에 사산 제국에 무너졌고, 사산조의 샤푸르 1세 (재위: 240-270년) 시기에 아디아베네에도 사산 제국의 지배권 하에 들게 되었다. 아르다시르 2세는 아디아베네의 왕으로 기록된 마지막 인물인데, 이는 아디아베네가 그의 재위가 379년경에 끝난 뒤에 비왕족 출신의 대리인(‘마르즈반’ 또는 샤흐라브’)의 관리를 받는 속주로 전환되었음을 암시한다.

## 위치
아디아베네는 상 자브강 (리쿠스강, Lycus)과 하 자브강 (카프루스, Caprus) 사이에 있는 메디아 제국의 한 구역에 위치했으며, 암미아누스는 니네베, 엑바타나, 가우가멜라 역시도 아디아베네에 속해있다고 하기도 했다. 서기 1세기 말 무렵에, 아디아베네의 국경이 저 멀리는 니시비스에 이르렀다. 탈무드 문서 등에서, 아디아베네의 명칭은 חדייב ,הדייב이었고, 주요 도시는 아르벨라 (Arba-ilu)이었으며, 이곳 혹은 인접한 하자흐(Hazzah)에 마르 우크바(Mar Uqba)가 학교를 두기도 했으며, 후에 이곳의 명칭을 아랍인들도 아르벨라라고 불렀다.
가족법을 담고 있는 미슈나의 내용 중 하나인 키두심의 72a에서, 성경상의 하보르(Habor)는 아디아베네와 동일시되며, 예루샬미 메길라 i. 71b에서는 리밧과 동일시 된다. 타르굼의 예레미야 편 (li. 27)에서, 아라라트, 민니, 아스그나스가 코르듀(Kordu), 하르미니(Harmini), 하다야브(Hadayab) 즉 코르두네, 아르메니아, 아디아베네로 바꾸어 표현되었으며, 에제키엘 편 (xxvii. 23)에서는 하란, 카네(Caneh), 에덴 등이 아람어 번역자에게 하르완, 니시비스, 아디아베네로 번역되었다.

## 인구
아디아베네는 유대인, 아시리아인, 아람인, 그리스인, 이란인 등의 혼합된 인구 구성을 가졌다. 아디아베네는 주요 언어가 시리아어였던 왕국이었다. 플리니우스가 전한 바에 따르면, 오론테스, 알라니족, 아조네스족(Azones), 실리케스족(Silices) 등 부족 네 개가 아디아베네에 살았다고 한다. 요세푸스의 유대 고대사 내용에선 아디아베네에 상당한 수의 유대인들이 있었다고 한다. 이곳 특유의  까다로운 문화 혼합은 기독교로 개종한 유명한 이란인 조로아스터교 신자 마하누시(Mahanuš) 순교 이야기에서 확인된다. 시간이 흘러 아디아베네는 아르벨라에 관구장 교구를 갖춘 대주교구가 되었다.
아디아베네의 통치자들의 이름을 근거로 하여, 에른스트 헤르츠펠트는 아디아베네 왕가의 사카/스키타이 기원을 주장하기도 했으나, 이후의 이란어군 연구들 과정에서 아디아베네 왕족들의 이름들이 일반적인 서중부 이란어군 명칭들이라는 것이 밝혀졌다. 트라야누스의 침입에서 도피한 아디아베네의 왕가가 우르미아와 반 호수들 사이에 있는 지역을 다스렸던 아마투니 왕가를 세웠다라는 주장도 제시된 상태이다.
아디아베네는 자브강 상류와 하류 사이에 있는 메소포타미아의 한 지역으로 신아시리아 제국의 일부였으며, 니네베 함락 이후에도 아시리아인들이 거주했다. 또한 아케메네스령 아시리아 (아투라)와 사산령 아시리아 (아수리스탄)의 중요 지역이었다. 아디아베네는 이후 116년에 트라야누스의 침입이 벌어진 뒤 로마의 아시리아 속주의 일부가 되었다.
패트리샤 크로네와 마이클 쿡에 의하면, 아시리아의 심장부가 다시 초기 기독교에 초점을 맞췄던 시기 (파르티아 시기와 아시리아 제국 몰락 후 대략 6세기 동안), "이곳은 그리스도 페르시아도 아닌 아시리아인으로서 정체성을 가졌다. 아슈르 신전이 복원되었고, 도시가 다시 지어졌으며, 아시리아의 후신 국가가 ‘아디아베네’라는 종속국 왕국의 형태로 되돌아왔다." 유대인 역사가 플라비우스 요세푸스는 아디아베네에 사는 사람들이 아시리아인이라고 하였다.

## 역사
고대 시절 아디아베네는 아시리아의 중요한 지역이었다.

### 아케메네스 페르시아 제국
아케메네스 왕조 페르시아인 지배자 치세 때, 아디아베네는 페르시아 제국의 종속국이었던 시절로 보인다. 이 당시 아디아베네의 왕위는 아케메네스 왕조 출신 인물들이 지녔으며, 페르시아 제국의 황제 자리에 오르기 앞서 아르다시르 3세 (재위: 서력 기원 628-630년)는 ‘하디아브의 왕’이었다. 그리스인 용병 부대인 만인대는 쿠나크사 전투 이후 아디아베네를 거쳐 흑해를 향해 퇴각했다.

### 헬레나의 유대교 개종
유대교 전승에 의하면, 아디아베네의 왕모인 헬레나가 1세기에 전통신앙에서 유대교로 개종했다고 한다. 아디아베네의 헬레나 [유대교 문헌에서는 ‘헬레니 하말카’(Heleni HaMalka)]는 예루살렘으로 이주해 그녀 자기 자신과 아들들인 이자테스 그리고 모노바즈 2세를 위해 성전산 남쪽이자 다윗성 북쪽에 궁전을 지었으며, 로마와 유대인들의 전쟁이 벌어졌을 때 유대인들을 지원했다. 헬레나의 사르코파구스는 1863년에 발견되었다. 사르코파구스에 있는 두 문구 "tzaddan malka"와 "tzadda malkata"는 예루살렘의 빈곤자들과 유대인들에게 헬레나가 지원해준 양식 (히브리어로 tzeda)을 나타낸 것이라 믿어진다. 요세푸스에 의하면, "왕모가 두 유대인의 영향으로 아들 모노바즈 2세와 함께 유대교로 개종했다”라고 한다. 그 외에 전승에서는 하나니아 혹은 엘리에제르라고 하는 유대인 보석상을 아디아베네에서 마주치게 되는데, 이 유대인 상인이 이스라엘의 사람들에 대해서 전하고 이들이 되어보라고 설득시켰다고 한다. 아디아베네의 유대교 신자 왕족에 관한 모든 역사적 흔적들은 서력 115년경에 사라지지만, 이 이야기들은 랍비 문학과 탈무드에 아주 커다란 영향을 미쳤다. 명목상으로 조로아스터교 신자였던, 아디아베네 사람들은 유대교에 관용적이었고, 이곳에 유대인 공동체 설립을 허용했으며, 에데사, 니시비스, 아디아베네의 유대인들은 트라야누스의 가장 격렬한 저항을 보이며 이들 사람에게 보답해주었다. 2세기 말에 기독교가 조로아스터교도와 과거 유대교를 신봉하던 이들 사이에 빠르게 퍼져나갔다. 기독교가 콘스탄티누스 치세 국교로 공인되자, 열성적인 조로아스터교 신자들이던 사산 제국 사람들에게 잠재적 반란을 품은 이들로 여겨져 아디아베네의 기독교인들의 위치가 자연스럽게 악화되었다.

### 헬레니즘 시대
마케도니아, 셀레우코스, 대아르메니아 (티그라네스 대왕 치세)등의 제국들의 명목상 가신이던 토착 지배자들의 지배를 받았을 수 있다.

### 파르티아 제국 시절
아디아베네는 이후에 파르티아 제국의 종속국 중 하나가 되었다. 기원전 1세기 그리고 서기 1세기 동안, 모노바즈 1세와 그의 아들 이자테스 1세의 후손들인 왕들 치세 때 중요성을 띠게 되었다. 파르티아의 영향권 주변에 있단 소 왕국들의 지배자가 그랬듯이, 모노바즈 1세는 카라케네의 아비네르가오스와 동맹을 맺었던 것으로 알려져 있으며, 카라케네의 궁전에서 모노바즈의 아들 이자테스 2세 바르 모노바즈가 한동안 거주했었고 아비네르가오스의 딸 시마초는 이자테스와 혼인했다.

#### 로마 시기 (117-118년)
115년 동안 메소포타미아 지역에서 트라야누스의 주요 적수는 독립 아디아베네의 마지막 왕인 메하라스페스였다. 그는 싱가르 (싱가라)의 마누 (만누스)와 공통된 명분을 지니고 있었다. 트라야누스는 아디아베네를 침입하였고, 로마의 아시리아 속주 일부로 만들었다. 하지만 117년에 하드리아누스는 아시리아, 아르메니아, 메소포타미아의 보유를 포기한다.
195년 여름에 셉티미우스 세베루스가 다시 메소포타미아에 전쟁을 일으켰고, 196년에 세 개의 로마 부대가 아디아베네를 공격했다. 디오 카시우스에 따르면, 카라칼라가 216년에 아르벨라를 점령했고, 아르사케스 왕조 왕들이 묻힌 무덤을 찾기를 바라며, 아르벨라의 모든 무덤을 수색했다고 한다. 이곳의 많은 고대 왕가의 무덤들이 파괴되었다.

### 사산 제국 시기
224년에 사산인들에게 파르티아 제국이 멸망했음에도, 봉건 권력층들은 파르티아에 충성을 유지했고, 사산 제국의 아디아베네와 아트로파테네 진격에 저항했다. 이 문제와 종교적 차이 때문에, 아디아베네는 사산 제국에 수세기간 지배를 받았음에도 이란의 중요 지역으로 여겨지지 못했다.
로마 제국이 4세기 기간 기독교를 점차 국교화 한 후, 대다수가 아시리아 기독교도였던 아디아베네 사람들은 조로아스터교 국가였던 사산 제국보다 기독교 국가인 로마를 편들었다. 비잔티움 제국이 비잔티움-사산 전쟁 때 이 지역에 군대를 보냈으나, 국경의 변화를 주지는 못 했다. 아디아베네는 이슬람의 페르시아 정복 때까지 사산 제국의 영토로 남아있었다.
이 지역은 사산 제국 시기에 ‘노드아르다크시라간’(Nod-Ardadkhshiragan) 또는 ‘노드아르다시라간(Nod-Ardashiragan)이라 기록되었다.

## 통치자
모든 재위 시기는 대략적인 것이다.
1. 압디사레스 (기원전 2세기경)[42]
2. 이자테스 1세 (? - 서기 15/30년경)[43]
3. 바제우스 모노바주스 1세 (20년대? – 36년경)[44] (헬레니의 형제이자 남편)
4. 이자테스 2세 바르 모노바주스 (36년경 – 55/59년)
5. 볼로가세스 (이자테스 2세에 대립하던 파르티아 반역자) (50년경)
6. 모노바주스 2세 바르 모노바주스 (55/59[44] – 60년대 말/70년대 중반)
7. 메하라스페스 (? – 116년)
8. 로마 제국 시기 (116–117년)
9. 라크바크트(Rakbakt, ?-191년) (알라니인 혈통의 파르티아 총독)[45]
10. 아디아베네의 나르사이 (191년경–200년)
11. 샤라트 (샤라드) (213년경-224년)
12. 사산 제국 시기 (226–649)
13. 아르다시르 2세 (344-376년)

## 주교
5세기와 14세기 사이 아디아베네는 아시리아 동방교회 교구 중 하나였다. 파르티아와 사간 시기 아디아베네의 기독교 역사라고 하는 “아르빌 연대기”(The Chronicle of Erbil)는 아르빌의 여러 초기 주교들에 대한 내용을 담고 있다. 아르벨 연대기의 사실성에 대해선 의문이 제기된 상태이며, 학계는 연대기에 얼마나 신빙성을 둘지에 대해서는 의견이 분분하다. 다음에 목록에 있는 일부 주교들은 다른 사료들에서도 확인되었지만, 초기 주교들은 아마 허구적일 것이다.
1. 프키다 (104–114)
2. Semsoun (120–123)
3. Isaac (135–148)
4. Abraham (148–163)
5. Noh (163–179)
6. Habel (183–190)
7. Abedhmiha (190–225)
8. Hiran of Adiabene (225–258)
9. Saloupha (258–273)
10. Ahadabuhi (273–291)
11. Sri'a (291–317)
12. Iohannon (317–346)
13. Abraham (346–347)
14. Maran-zkha (347–376)
15. Soubhaliso (376–407)
16. Daniel (407–431)
17. Rhima (431–450)
18. Abbousta (450–499)
19. Joseph (499–511)
20. Huana (511–?)

## 같이 보기
- 아디아베네 (동시리아 전례 교구)
- 아수리스탄
- 아시리아 속주
- 오스로에네
- 신하리브
- 노르 시라칸

## 내용주
1. ↑  니시비스는 아르타바누스가 이자테스가 그에게 보인 충성에 대한 보상으로 그에게 준 36년 이전엔 아디아베네의 영토가 아니었다. 스트라본은 니시비스가 아디아베네의 영토가 아니라고 했고,[18] 플리니우스는 니시비스와 알렉산드리아가 아디아베네의 핵심 도시들이라 하였다.[19] 하부르강 지역의 10개 부족 중 나머지에 대해선, 다음 참조: Emil Schiirer, The Jewish People in the Time of Jesus Christ, II, ii, pp. 223-25; Avraham Ben-Yaakov, Jewish Communities of Kurdistan, [히브리어] (Jerusalem, 1961), pp. 9-11; Neusner, Jacob (1964). “The Conversion of Adiabene to Judaism: A New Perspective”. 《Journal of Biblical Literature》 83 (1): 60–66. doi:10.2307/3264908. JSTOR 3264908.

## 참고 문헌
- Kia, Mehrdad (2016). 《The Persian Empire: A Historical Encyclopedia》. ABC-CLIO. ISBN 978-1610693912. (2 volumes)
- Frye, R. N. (1983). 〈The political history of Iran under the Sasanians〉.   Yarshater, Ehsan. 《The Cambridge History of Iran, Volume 3(1): The Seleucid, Parthian and Sasanian Periods》. Cambridge: Cambridge University Press. ISBN 0-521-20092-X.
- Frye, Richard Nelson (1984). 《The History of Ancient Iran》. C.H.Beck. 1–411쪽. ISBN 9783406093975. false.
- Grabowski, Maciej (2011). “Abdissares of Adiabene and the Batas-Herir relief”. 《Warszawa》 IX: 117–140.
- Hansman, J. F. (1986). 〈Arbela〉. 《Encyclopaedia Iranica, Vol. II, Fasc. 3》. 277–278쪽.
- Marciak, Michał; Wójcikowski, R. (2016). “Images of Kings of Adiabene: Numismatic and Scultpural Evidence”. 《Iraq》 (Cambridge University Press) IX: 79–101. doi:10.1017/irq.2016.8.

- Marciak, Michał (2017). 《Sophene, Gordyene, and Adiabene: Three Regna Minora of Northern Mesopotamia Between East and West》. BRILL. ISBN 9789004350724.
- Brauer, E., The Jews of Kurdistan, Wayne State University Press, Detroit, 1993.
- Solomon Grayzel, A History of the Jews,New York: Mentor, 1968.
- Gottheil, Richard. "Adiabene". 유대 대백과사전. Funk and Wagnalls, 1901-1906.; which cites:
  - 요세푸스, 유대 고대사 xx. 2, § 4;
    - idem, 유대 전쟁사. ii. 19, § 2; iv. 9, § 11; v. 2, § 2; 3, § 3; 4, § 2; 6, § 1, noting that Josephus probably got his information from Adiabenian Jews in Jerusalem (Von Gutschmid, Kleine Schriften, iii. 4).

  - 대플리니우스, 박물지, v. 66, vi. 44 et seq.
  - 암미아누스, History, xviii. 7, § 1; xxiii. 6, § 21
  - 스트라본, Geography, xvi. 745 et seq.
  - Brüll, Adiabene, in Jahrbuch i. 58 et seq.
  - Grätz, Heinrich, in Monatsschrift, 1877, xxvi. 241 et seq., 289 et seq.
  - Von Gutschmid, Gesch. Irans, pp. 140 et seq.
  - Schürer, Gesch. ii. 562.